# The Trinity
The Trinity är ett musikalbum av den jamaicanska reggaemusikern Sean Paul, utgivet 27 september 2005 på Atlantic Records. Från albumet släpptes singlarna "We Be Burnin'", "Ever Blazin'", "Temperature", "(When You Gonna) Give It up to Me" och "Never Gonna Be the Same".

## Låtlista
1. "Fire Links Intro" - 0:49
2. "Head in the Zone" - 3:55
3. "We Be Burnin'" - 3:35
4. "Send It On" - 3:38
5. "Ever Blazin'Time" - 3:10
6. "Eye Deh a Mi Knee" - 2:58
7. "Give It Up to Me" - 4:02
8. "Yardie Bone" - 3:12
9. "Never Gonna Be the Same" - 3:40
10. "I'll Take You There" - 3:56
11. "Temperature" - 3:36
12. "Breakout" - 2:59
13. "Head to Toe" - 4:21
14. "Connection" - 3:31
15. "Straight Up" - 3:06
16. "All on Me" - 4:18
17. "Change the Game" - 3:54
18. "The Trinity" - 3:35